# Amsacta kaschmirica
Amsacta kaschmirica là một loài bướm đêm thuộc phân họ Arctiinae, họ Erebidae.